# Marguerite de Clèves (1416-1444)
Marguerite de Clèves (1416-1444) est une aristocrate allemande. Elle est la fille aînée d'Adolphe Ier de Clèves et de sa seconde épouse Marie de Bourgogne. 
Elle se marie le 11 mai 1433 avec Guillaume III de Bavière (1375-1435), avec qui elle a deux enfants :
- Adolphe (1434-1441) ;
- Guillaume (1435).

Elle se remarie le 29 janvier 1441 avec Ulrich V de Wurtemberg (1413-1480), avec qui elle a une fille :
- Catherine (1441-1497), chanoinesse puis religieuse dominicaine à Wurtzbourg sous la protection de l'évêque Rodolphe van Wurzbourg.